# Britta Rabold
Britta Rabold (* 27. September 1956 in Morbach) ist eine deutsche Provinzialrömische Archäologin und Gebietsreferentin der Archäologischen Denkmalpflege in der Dienststelle Karlsruhe.
Rabold lebte bis zu ihrem Abitur in Morbach bei Trier. Zu dieser Zeit galten ihre Vorlieben insbesondere der Chemie und Mathematik. Zudem interessierte sie sich bereits stark für Geschichte und Archäologie, was ihre Studienwahl beeinflusste. Rabold ging an die Johannes Gutenberg-Universität Mainz, um Klassische Archäologie, Alte Geschichte, Vor- und Frühgeschichte, Christliche Archäologie und Ägyptologie zu studieren. Im Jahr 1979 orientierte sie sich neu und wechselte an die Albert-Ludwigs-Universität Freiburg. Dort führte Rabold ihre Studien mit dem Schwerpunkt Provinzialrömische Archäologie fort. Ihre Promotion über die römische Peristylvilla von Bad Kreuznach folgte 1986.
Im Jahr darauf wurde sie bei der Archäologischen Denkmalpflege des Landesamts für Denkmalpflege Baden-Württemberg in Stuttgart tätig. Es folgten mehrere römerzeitliche Großgrabungen im Stadtgebiet von Heidenheim. Ihre Bestellung als wissenschaftliche Referentin der archäologischen Denkmalpflege beim Landesdenkmalamt in Stuttgart erfolgte 1990. Zu Rabolds Hauptaufgaben gehörten Planung und Koordinierung für den Aufbau des Archäologischen Landesmuseums in Konstanz sowie des Zentralen Fundarchivs in Rastatt. Zu Beginn des Jahres 1995 wurde sie als Gebietskonservatorin an die Außenstelle in Karlsruhe tätig. Ihr Zuständigkeitsbereich umfasste zunächst den Enzkreis, die Landkreise Calw, Rastatt, Freudenstadt und den Stadtkreis Pforzheim. Im Jahr 1998 wurde Rabold auch für den Stadtkreis Baden-Baden tätig. Zudem zeichnete sie nun auch für die archäologische Betreuung Ladenburgs verantwortlich. In diese Zeit fallen wichtige Ausgrabungen in Walldorf, Oberderdingen-Flehingen, Enzberg, Calw, Stammheim, Ettlingen und Horb-Altheim. Ab 1995 vertrat sie das Landesdenkmalamt bei dem Projekt „Deutsche Limes-Straße“. Im Jahr 1996 übernahm sie die Geschäftsführung des Förderkreises „Archäologie in Baden“.
Am 1. Dezember 1999 wurde sie zur Leiterin des Referates 22 (heute Referat 84.2) der Archäologischen Denkmalpflege in der Dienststelle Karlsruhe ernannt. Weitere umfangreiche Grabungsleitungen folgten, so zwischen 2003 und 2007 im Bereich des Vicus von Kastell Schloßau.
Rabold ist Mitglied beim Verband der Landesarchäologen.